# 满洲汤
满洲汤（英語：Manchow Soup）是印式中餐的一种汤，口味辛辣。这种汤在餐馆和小吃摊有售。尽管其得名于满洲，但与满洲的饮食并无关系。这种汤的起源地是梅加拉亚邦。

## 做法
满洲汤使用的食材包括炒过的蔬菜、青葱和鸡肉，加入高汤和玉米粉以增稠，以姜调味，辅以酱油、盐、蒜、辣椒。青葱在最后撒上。汤里也会撒上炸好的面条。这种汤也有素食版本。:19